# جازمین بین
جاسمین آدامز (به انگلیسی: Jasmine Adams؛ زادهٔ ۷ فوریهٔ ۲۰۰۳) که به‌طور حرفه‌ای با نام جازمین بین (به انگلیسی: Jazmin Bean) شناخته می‌شود، خواننده، ترانه‌سرا و آرایشگر بریتانیایی است که به‌خاطر آرایش‌های «افراطی» خود موردتوجه رسانه‌ها قرار گرفته‌است. وی اولین آلبوم چندآهنگهٔ خود را تحت عنوان شکنجهٔ سراسری به‌طور مؤلف در سال ۲۰۱۹ منتشر نموده‌است؛ که بعد در سال ۲۰۲۰ از طریق اینترسکوپ و آیلند رکوردز دوباره منتشر شد. نخستین آلبوم استودیویی وی تحت عنوان معیشت آسیب‌زا در ۲۳ فوریهٔ سال ۲۰۲۴ منتشر شد.

## اوایل زندگی
بین در سال ۲۰۰۳ در لندن به دنیا آمد و در همان شهر بزرگ شده‌است. پدر او جینجر وایلدهارت، خواننده-ترانه‌سرا و گیتارنواز انگلیسی و مادرش، انجی آدامز، طبل‌زن و نیز عضو سابق گروه پانک راک فلافی هستند. وی از پدربزرگ و مادربزرگ خود دارای تبار فیلیپینی است. بین اظهار داشته که «دوستان کمی داشته یا اصلا دوستی نداشته‌است» و در دوران دبیرستان «اغلب فردی منزوی» بوده‌است.

## زندگی شخصی
بین مبتلا به اختلال طیف اوتیسم است و خودش را یک بی‌جنسیت می‌داند و از ضمایر they/them استفاده می‌کند. وی بعضی اوقات بیندر هم می‌پوشد.